# Max Günther Piedmont
Max Günther Piedmont (* 30. Oktober 1916 in Köln; † 8. August 1989 in Konz) war ein deutscher Politiker (FDP).

## Leben und Beruf
Nach dem Besuch eines Gymnasiums in Trier und einer Handelsschule absolvierte Piedmont eine kaufmännische Lehre bei der Deutschen Bank. Im Zweiten Weltkrieg war er Hauptmann und Kommandeur einer Panzerjägerabteilung und geriet in englische Kriegsgefangenschaft. 1946 übernahm er das Weingut seiner Eltern. Er war Präsident des Weinbauverbandes Mosel-Saar-Ruwer und Vizepräsident des Deutschen Weinbauverbandes. Piedmont war verheiratet und hatte vier Kinder.

## Politik
Piedmont trat 1951 der FDP bei und war von 1953 bis 1979 Beigeordneter des Amtes bzw. der Verbandsgemeinde Konz. Von 1961 bis 1972 war er Vorsitzender des FDP-Bezirksverbandes Trier. Von 1951 bis 1967 und von 1973 bis 1975 war er Abgeordneter des rheinland-pfälzischen Landtags. Dort war er von 1957 bis 1967 Landtagsvizepräsident.

## Ehrungen
Piedmont wurde mit dem großen Bundesverdienstkreuz mit Stern und dem Verdienstorden des Landes Rheinland-Pfalz geehrt.